# هایگرلخ
شهر هایگرلخدر ایالت بادن-وورتمبرگ در کشور آلمان واقع شده‌است.